# Diosig
Diosig là một xã thuộc hạt Bihor, România. Dân số thời điểm năm 2002 là 9636 người.